# Ретіш
Ретіш (рум. Retiș) — село у повіті Сібіу в Румунії. Входить до складу комуни Бредень.
Село розташоване на відстані 203 км на північний захід від Бухареста, 61 км на північний схід від Сібіу, 125 км на південний схід від Клуж-Напоки, 72 км на північний захід від Брашова.

## Населення
За даними перепису населення 2002 року у селі проживали 526 осіб. Рідною мовою 523 особи (99,4%) назвали румунську.
Національний склад населення села:
| Національність | Кількість осіб | Відсоток |
| -------------- | -------------- | -------- |
| румуни         | 495            | 94,1%    |
| цигани         | 25             | 4,8%     |